# Капотен (головной убор)

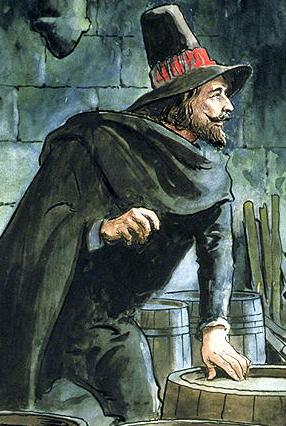
Гай Фокс в капотене

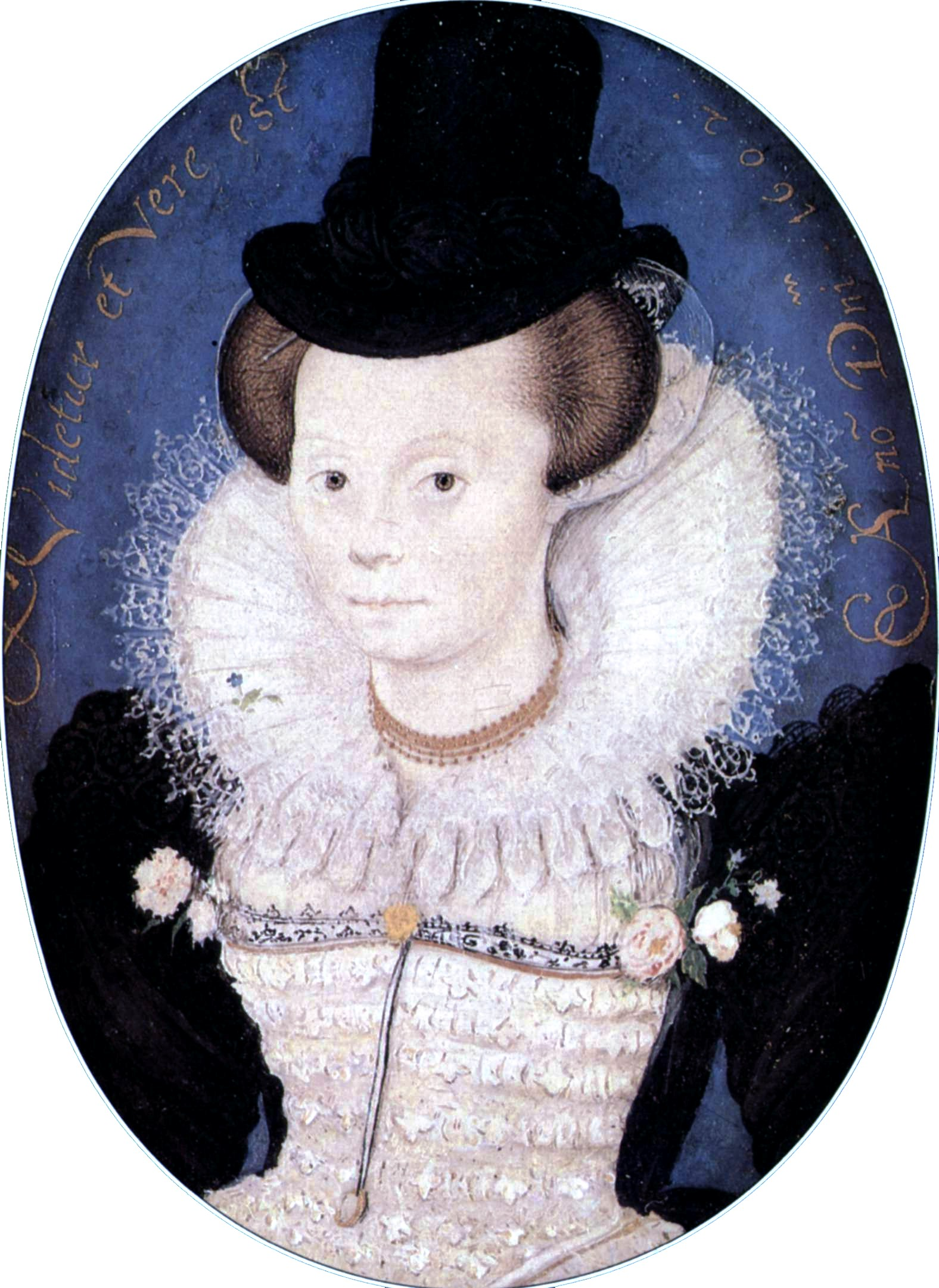
Женщина в капотене на картине Николаса Хиллиарда, 1602 г.

Капотен (англ. capotain, capatain, copotain) — высокая шляпа с узкими полями, конической формы наподобие сахарной головы, обычно черного цвета. Капотен носили мужчины и женщины с 1590-х годов и до середины XVII века в Англии и северо-западной Европе. Ранние модели капотенов имели закругленную тулью, позже она стала плоской.

## История
Капотен в первую очередь ассоциируется с пуританским костюмом в Англии периода до Английской революции и в годы Английской республики. Также его называют «плосковерхой шляпой» и «шляпой паломника», последнее из-за связи капотенов с паломниками, которые заселили Плимутскую колонию в 1620-х годах. Вопреки распространенному мнению у капотенов никогда не было пряжек спереди, этот миф был создан в XIX веке.
Существует предположение, что капотен стал прообразом цилиндра.

## Галерея

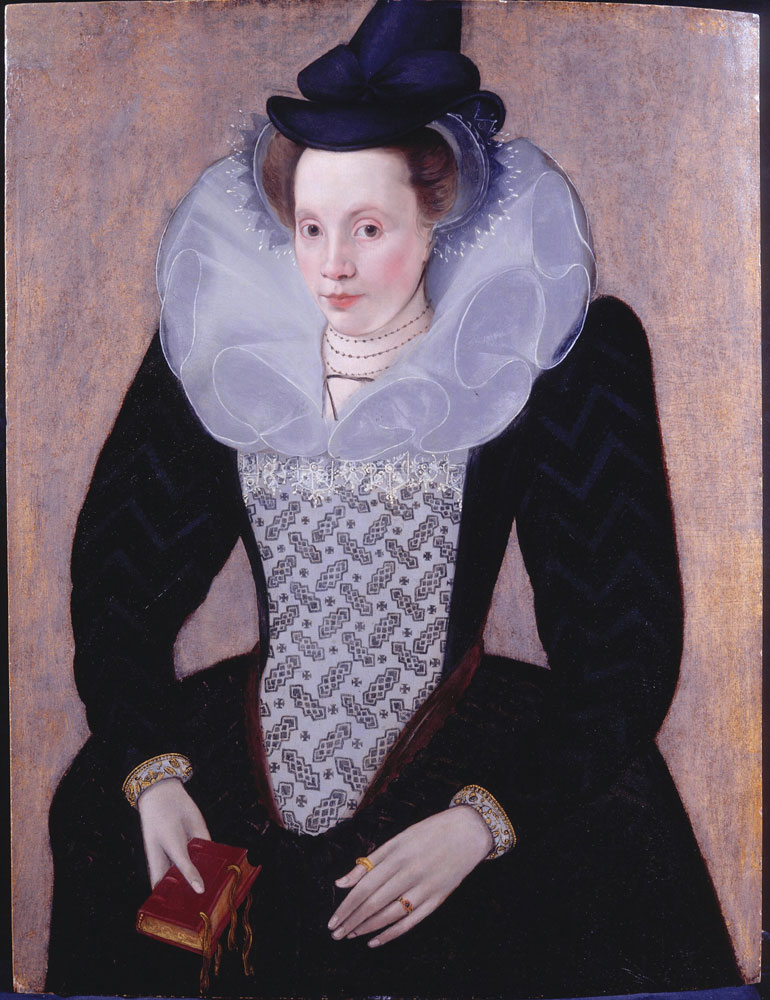
Портрет неизвестной леди. Приписывается Роберту Пику-старшему, Англия, 1592 г.
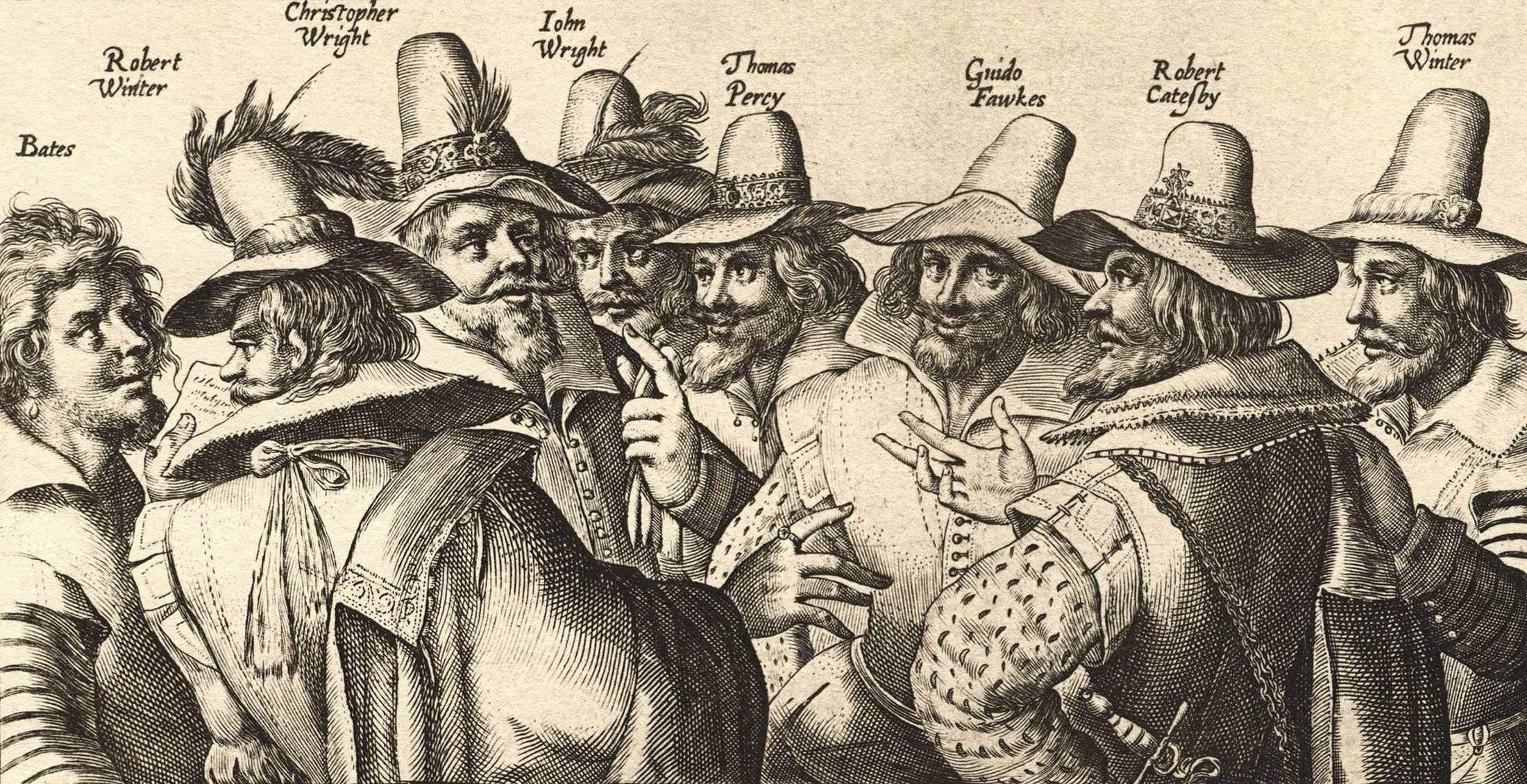
Деталь современной гравюры с изображением пороховых заговорщиков, Англия, XVII век
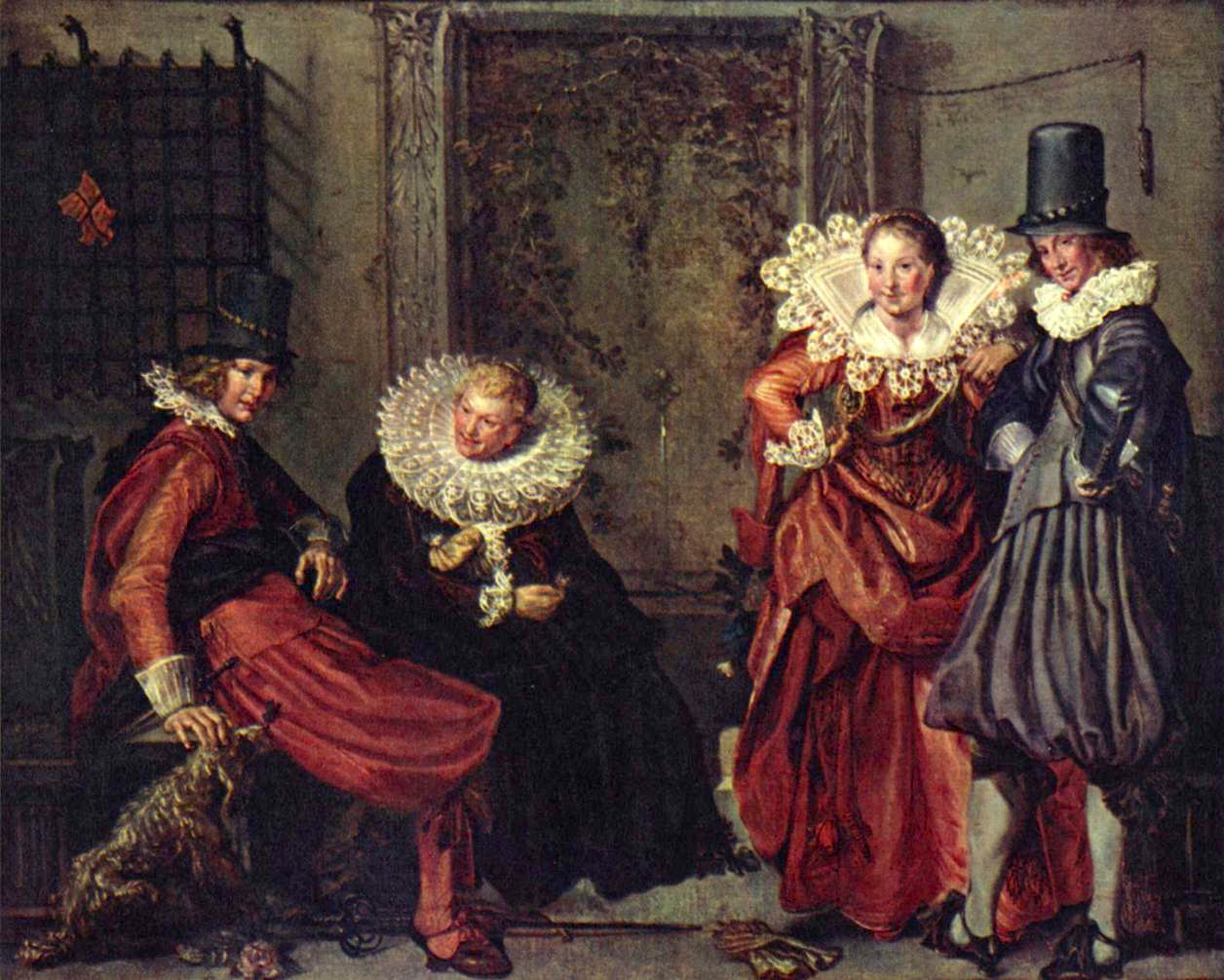
Почтенные придворные пары, Виллем Бёйтевех, Голландия, 1615 г.
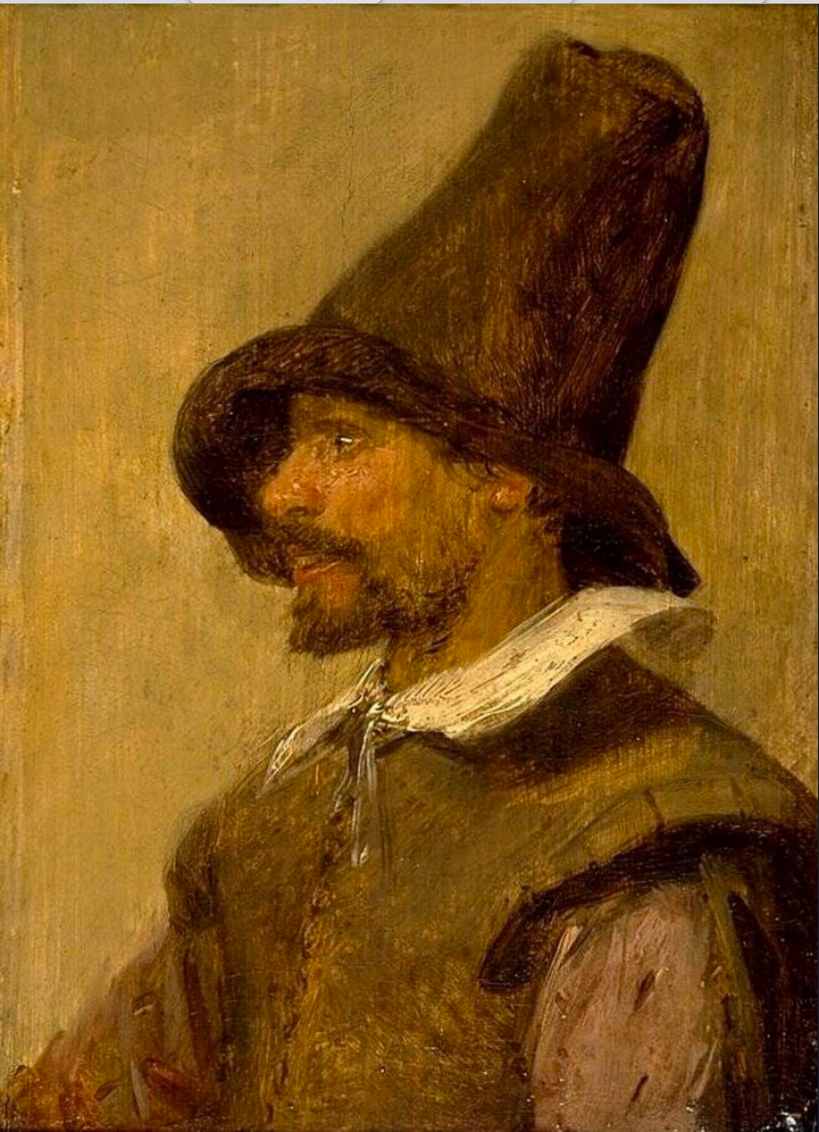
Мужчина в шляпе, Адриан Брауэр, Фландрия, 1630-е
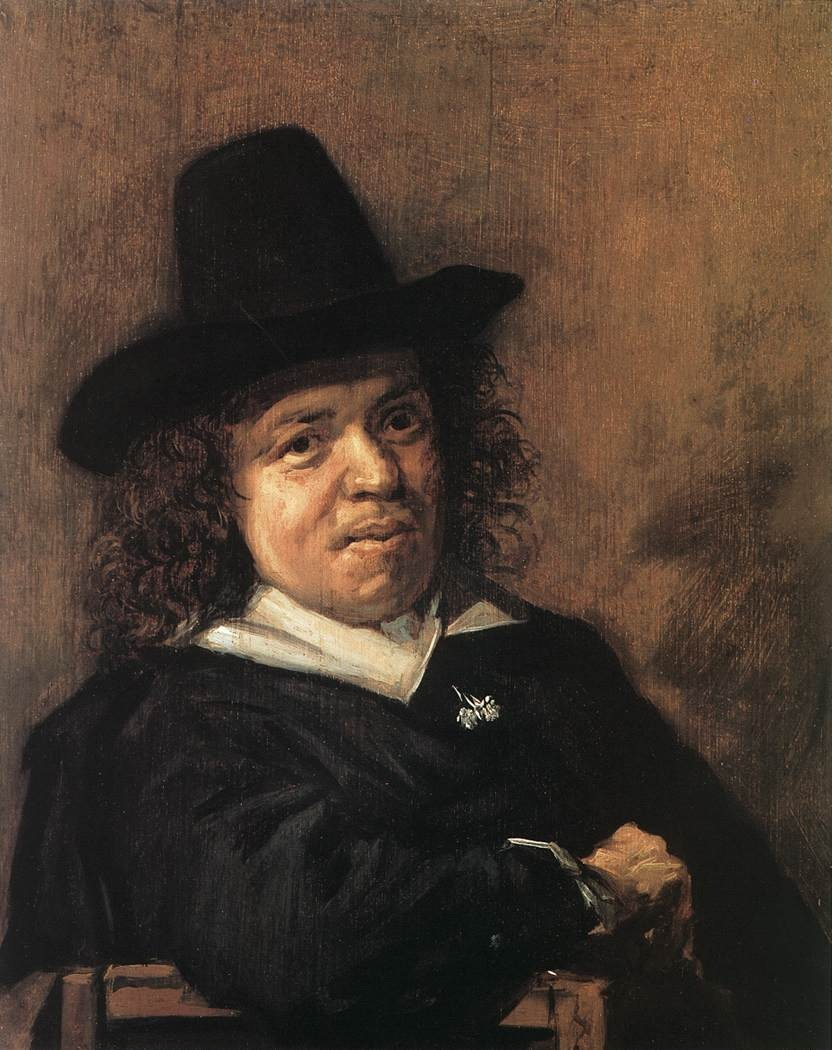
Портрет Франса Поста, Франса Халса, Республика Соединённых провинций, около 1655 г.
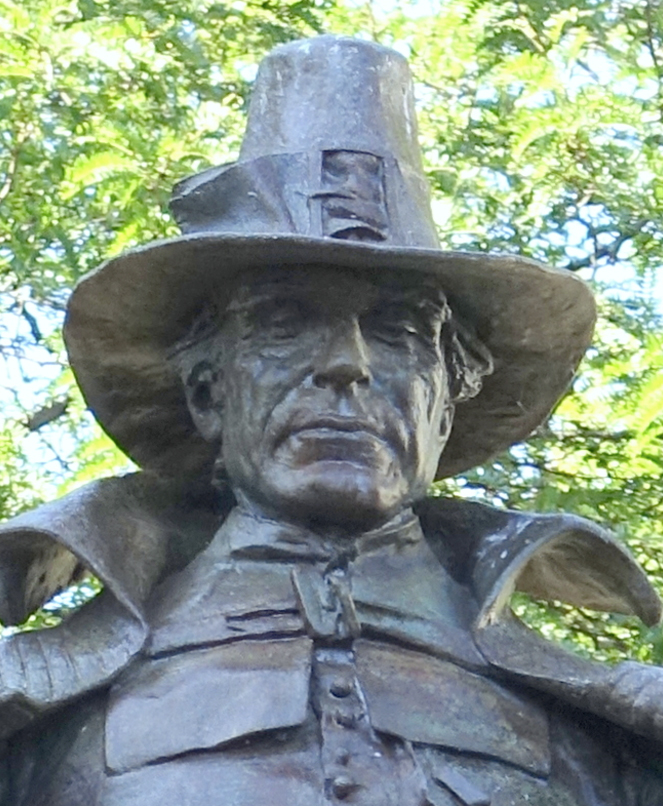
Неисторический капотен с пряжкой, вырезанный Огастесом Сент-Годенсом на статуе Пуританин в Спрингфилде, штат Массачусетс, 1887 г.